# مورگان کمین
مورگان کمین (انگلیسی: Morgan Kamin؛ زادهٔ ۲۳ ژانویهٔ ۱۹۹۴) بازیکن فوتبال اهل فرانسه است.